# موسدورف
موسدورف (به آلمانی: Moosdorf) یک منطقهٔ مسکونی در اتریش است که در برونو آم این واقع شده‌است. موسدورف ۱۵٫۷۲ کیلومتر مربع مساحت دارد ۴۸۸ متر بالاتر از سطح دریا واقع شده‌است.